# Les Films du Fleuve
 (mars 2015).
Si vous disposez d'ouvrages ou d'articles de référence ou si vous connaissez des sites web de qualité traitant du thème abordé ici, merci de compléter l'article en donnant les références utiles à sa vérifiabilité et en les liant à la section « Notes et références ».
Les Films du Fleuve est une société de production belge fondée en 1994 par les frères Dardenne. Cette société leur permet de financer leurs réalisations depuis La Promesse et participe également à la production de films d'auteur.

## Historique

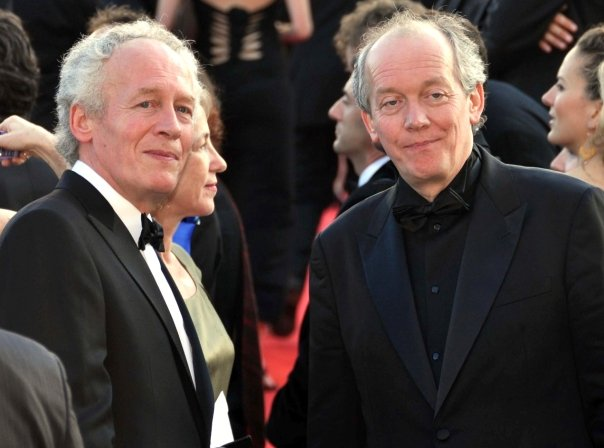
Jean-Pierre et Luc Dardenne au Festival de Cannes

En 1975, dès leurs débuts en vidéo, Jean-Pierre et Luc Dardenne créent Dérives, une structure destinée à produire leurs films documentaires. Dès 1977, Dérives est reconnu en tant qu’atelier de production cinématographique et vidéo-graphique de la Communauté française de Belgique et va se lancer dans la production de documentaires signés par d’autres auteurs[source secondaire nécessaire]. Dérives sera aussi la structure de production des premières fictions des Dardenne (un court et deux longs métrages).
En 1994, afin de scinder leurs activités « documentaires » et « fictions », au moment d’entamer leur troisième long métrage (La Promesse), les frères Dardenne fondent la société Les Films du Fleuve. Cette maison de production a comme objectif, non seulement de financer leurs propres œuvres de fiction, mais aussi de monter des collaborations avec des producteurs et des réalisateurs étrangers sur des projets artistiquement ambitieux[source secondaire nécessaire].

## Les Frères Dardenne
Jean-Pierre et Luc Dardenne sont les fondateurs de la société Les Films du Fleuve.
Jean-Pierre Dardenne, né le 21 avril 1951 à Engis, et Luc Dardenne, né le 10 mars 1954 aux Awirs, sont deux frères belges qui réalisent leurs films en commun. Ils sont également scénaristes et producteurs.
Leur cinéma connaît un impact international, notamment grâce au Festival de Cannes, où plusieurs de leurs réalisations ont été présentées et récompensées. Ils font partie du cercle des sept réalisateurs deux fois lauréats de la Palme d'or.
Les frères Dardenne ont élaboré une œuvre cohérente et exigeante. Ils sont aujourd'hui considérés comme les grands représentants du « cinéma social » européen, au même titre que Ken Loach et Mike Leigh.
Les Dardenne sont en effet reconnus comme ceux qui en ont renouvelé l'esthétique et la narration grâce à un style concret, épuré et loin des facilités : caméra à l'épaule ou poing suivant au plus près les visages crispés et les corps en mouvement, longs plans-séquences dilatant la durée, captation de gestes de nervosité, moments de vide, d'irritation, voire de frustration, absence de plage musicale, silences, choix d'acteurs non professionnels ou méconnus...

## Filmographie
- 2023 : The Old Oak de Ken Loach, StudioCanal UK, Sixteen Films, Why Not Productions, BFI, BBC Film[4]
- 2022 : La Ligne d'Ursula Meier, Bandita films, Les Films de Pierre, 1 h 41
- 2022 : Bowling Saturne de Patricia Mazuy, Ex Nihilo, 1 h 54
- 2022 : R.M.N. de Cristian Mungiu, Mobra Film, Why Not Productions, 2 h 5
- 2022 : Les Harkis de Philippe Faucon, Istiqlal Films, Tanit Films, 1 h 22
- 2022 : Tori et Lokita de Jean-Pierre et Luc Dardenne, Archipel35, Savage Film, 1 h 28
- 2022 : Animals de Nabil Ben Yadir, 10.80 Films, 1 h 32
- 2022 : Ma Nuit d'Antoinette Boulat, Macassar Productions, Sombrero Films, 1 h 27
- 2021 : La Civil de Teodora Ana Mihai, Menuetto Films, Mobra Films, One For The Road, Teorema, 2 h 20
- 2021 : Atarrabi et Mikelats d'Eugène Green, Noodles Production, Kafard Films, 2 h 2
- 2020 : Cigare au miel de Kamir Aïnouz, Eliph Productions, Willow Films, Damia Films, Les Productions du Ch'timi 1 h 40
- 2020 : Rouge de Farid Bentoumi, Les Films Velvet, 1 h 26
- 2019 : Sorry we missed you de Ken Loach, Sixteen Films, Why Not Productions, 1 h 40
- 2019 : Banlieusards de Leïla Sy et Kery James, Les Films Velvet, 1 h 40
- 2019 : Le Jeune Ahmed de Jean-Pierre et Luc Dardenne, Archipel 35, 1 h 24
- 2019 : Dernier amour de Benoît Jacquot, Diaphana, Scope Pictures, 1 h 38
- 2019 : Fatwa de Mahmoud Ben Mahmoud, Arts Distribution, 1 h 42
- 2018 : Weldi de Mohamed Ben Attia, Nomadis Images, Tanit Films, 1 h 44
- 2018 : Les Frères Sisters de Jacques Audiard, Why Not Productions, Annapurna Pictures, Page 114, 1 h 57
- 2018 : Comment Fernando Pessoa sauva le Portugal d'Eugène Green, Noodles Production, O som e a furia, 0 h 27
- 2018 : Ne Tirez Pas de Stijn Coninx, Eyeworks, Kaap Holland Films, 2 h 19
- 2018 : Un Peuple et Son Roi de Pierre Schoeller, Archipel 35, 2 h 1
- 2018 : Paul Sanchez est revenu ! de Patricia Mazuy, Ex Nihilo, 1 h 40
- 2018 : Carnivores de Jérémie et Yannick Renier, Chi-Fou-Mi Productions, 1 h 40
- 2017 : Drôle de Père d'Amélie Van Elmbt, Why Not Productions, 1 h 26
- 2017 : Espèces Menacées de Gilles Bourdos, Les Films du Lendemain, 1 h 45
- 2017 : Faute d'Amour d'Andreï Zvyangintsev, Non-Stop Productions, Senator Film Produktion, Why Not Productions, 2 h 8
- 2017 : Planétarium de Rebecca Zltowski, Les Films Velvet, 1 h 46
- 2016 : Baccalauréat de Cristian Mungiu, Mobra Films, Why Not Productions, 2 h 8
- 2016 : Moi, Daniel Blake de Ken Loach, Sixteen Films, Why Not Productions, 1 h 37
- 2016 : Hedi de Mohamed Ben Attia, Nomadis Images, Tanit Films, 1 h 46
- 2016 : La Fille Inconnue de Jean-Pierre et Luc Dardenne, Archipel 35, Savage Film, 1 h 38
- 2016 : La Danseuse de Stéphanie Di Giusto, Les Productions du Trésor, Sirena Film, 1 h 48
- 2016 : Evangile de Pippo Delbono, Ventura Films, Catherine Dussart Production, Stemal Entertainment, 1 h 28
- 2016 : Le Fils de Joseph d'Eugène Green, Coffee and Films, 1 h 53
- 2016 : Pericle Il Nero de Stefano Mordini, Buena Onda Films, Les Productions du Trésor, 1 h 44
- 2016 : Au-Delà des Nuages de Cecilia Verheyden, Eyeworks, 1 h 48
- 2016 : Good Luck Algeria de Farid Bentoumi, Les Films Velvet, 1 h 31
- 2015 : Les Cowboys de Thomas Bidegain, Les Productions du Trésor, Lunanime, 1 h 45
- 2015 : Viva la Sposa d'Ascanio Celestini, Malia, Aeternam Films, 1 h 25
- 2015 : Renaître de Jean-François Ravagnan, Nomadis, Groupov, Dragon Films, 0 h 23
- 2015 : Journal d'une femme de chambre (Diary of a Chambermaid) de Benoît Jacquot, Les Films du Lendemain, 1 h 36
- 2015 : Terre battue de Stéphane Demoustier, Les Films Velvet, 1 h 35
- 2014 : Vie sauvage de Cédric Kahn, Les Films du Lendemain, 1 h 35
- 2014 : La Rançon de la gloire de Xavier Beauvois, Les Films du fleuve, 1 h 55
- 2014 : Jimmy's Hall de Ken Loach, Sixteen Films, Why Not Productions, 1 h 49
- 2014 : Deux jours, une nuit (Two Days, One Night) de Jean-Pierre et Luc Dardenne, Archipel 35, BIM Distribuzione, 1 h 35
- 2014 : À ciel ouvert (documentaire) de Mariana Otero, Archipel 35, 1 h 50
- 2013 : Je fais le mort (Playing Dead) de Jean-Paul Salomé, Diaphana Films, 1 h 44
- 2013 : Marina de Stijn Coninx, Eyeworks Belgium, Orisa Produzioni, 1 h 58
- 2012 : De rouille et d'os (Rust and Bone) de Jacques Audiard, Why Not Productions, Lunanime, 2 h
- 2012 : Au-delà des collines (Beyond the Hills) de Cristian Mungiu, Why Not Productions, Mobra Films, 2 h 30
- 2012 : La prima linea de Renato De Maria, Lucky Red, 1 h 37
- 2012 : The Angels' Share (La Part des Anges) de Ken Loach, Why Not Productions, Sixteen Films, Studio Urania, 1 h 41
- 2011 : Route Irish de Ken Loach, Sixteen Films, Why Not Productions, Tournasol Films, Studio Urania, 1 h 49
- 2011 : Le Gamin au vélo (The Kid with a Bike) de Jean-Pierre et Luc Dardenne, Archipel 35, Lucky Red, 1 h 27
- 2011 : L'Exercice de l'État de Pierre Schoeller, Archipel 35, France 3 Cinema, 1 h 55
- 2009 : Looking for Eric de Ken Loach, Sixteen Films, Why Not Productions, Tornasol Films, Bim Diztribuzione, 1 h 56
- 2008 : Le Silence de Lorna (Lorna's Silence) de Jean-Pierre et Luc Dardenne, Archipel 35, Lucky Red, 1 h 45
- 2007 : Madonnen de Maria Speth, Pandora Films, Cineworx Filmproduktion, 2 h 5
- 2007 : Pourquoi on ne peut pas se voir dehors quand il fait beau (court / moyen-métrage) de Bernard Bellefroid, 49 min
- 2006 : Mon colonel de Laurent Herbiet, KG Production, 1 h 50
- 2006 : Vous êtes de la police ? de Romuald Beugnon, Bizibi Productions, 1 h 34
- 2005 : Le Couperet de Costa-Gavras, KG Production, 2 h 2
- 2005 : L'Enfant de Jean-Pierre et Luc Dardenne, Archipel 35, 1 h 35
- 2003 : Le Soleil assassiné de Abdelkrim Bahloul, Mact Productions, 1 h 25
- 2003 : Stormy Weather de Sólveig Anspach, Ex Nihilo, Blueeyes Productions, 1 h 31
- 2003 : Le Mystère de la chambre jaune de Bruno Podalydès, 1 h 58
- 2003 : Le Monde vivant de Eugène Green, 1 h 20
- 2002 : Le Fils (The Son) de Jean-Pierre et Luc Dardenne, 1 h 35
- 2001 : Le Lait de la tendresse humaine de Dominique Cabrera, 1 h 34
- 2000 : La Devinière (documentaire) de Benoît Dervaux, 1 h 30
- 1999 : Les Siestes grenadine de Mahmoud Ben Mahmoud, Mact Productions, 1 h 30
- 1999 : Rosetta de Jean-Pierre et Luc Dardenne, 1 h 35
- 1996 : La Promesse de Jean-Pierre et Luc Dardenne, 1 h 33

## Membres
- Producteur : Jean-Pierre Dardenne
- Producteur : Luc Dardenne
- Productrice : Delphine Tomson
- Producteur exécutif: Philippe Toussaint
- Assistante de production : Coline Vrancken
- Administratrice de production : Caroline Hilgers

## Logos

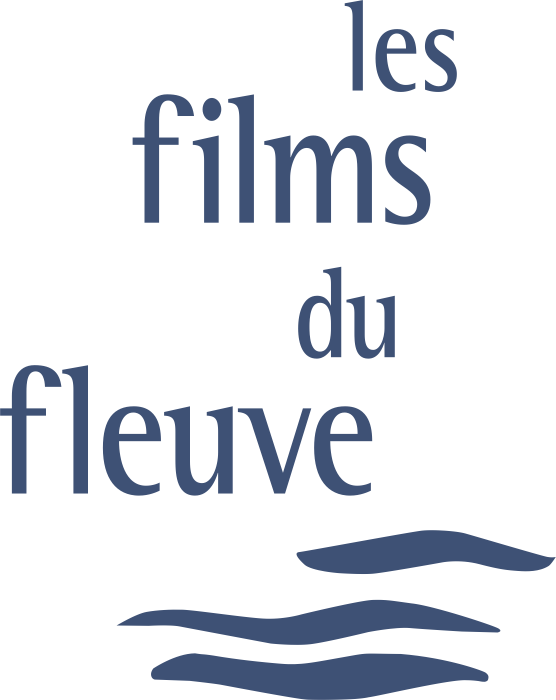
Ancien logo Les Films du Fleuve
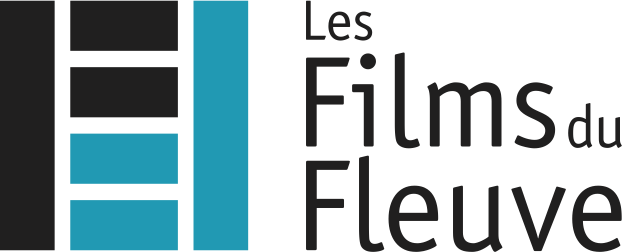
Nouveau logo Les Films du Fleuve (depuis février 2015)